# پاتریک فالک
پاتریک فالک (انگلیسی: Patrick Falk؛ زادهٔ ۸ فوریهٔ ۱۹۸۰) بازیکن فوتبال اهل آلمان است.
از باشگاه‌هایی که در آن بازی کرده‌است می‌توان به باشگاه فوتبال آینتراخت فرانکفورت، باشگاه فوتبال کیکرز اوفنباخ، باشگاه فوتبال آینتراخت برانشوایگ، و باشگاه فوتبال زاکسن لایپزیگ اشاره کرد.
وی همچنین در تیم‌های ملی فوتبال جوانان آلمان، زیر ۲۰ سال آلمان، و زیر ۲۱ سال آلمان بازی کرده‌است.